# Saldinia mandracensis
Saldinia mandracensis är en måreväxtart som beskrevs av Cornelis Eliza Bertus Bremekamp. Saldinia mandracensis ingår i släktet Saldinia och familjen måreväxter. Inga underarter finns listade i Catalogue of Life.